# 피아트 131
피아트 131(Fiat 131)은 피아트가 1974년 토리노 자동차 전시회에서 공개하고 1974년부터 1984년까지 생산한 패밀리 카이다. 2도어, 4도어 세단과 5도어 스테이션 왜건으로 출시되었으며 피아트 124를 계승하였다.
131은 차량이 생산된 토리노의 지명을 따라 피아트 미라피오리(Fiat Mirafiori)라는 이름으로 판촉되기도 하였다. 초창기 모델은 1.3리터 및 1.6리터 오버헤드 밸브 엔진을 탑재하였으며 1978년과 1981년 개선을 거쳤다.

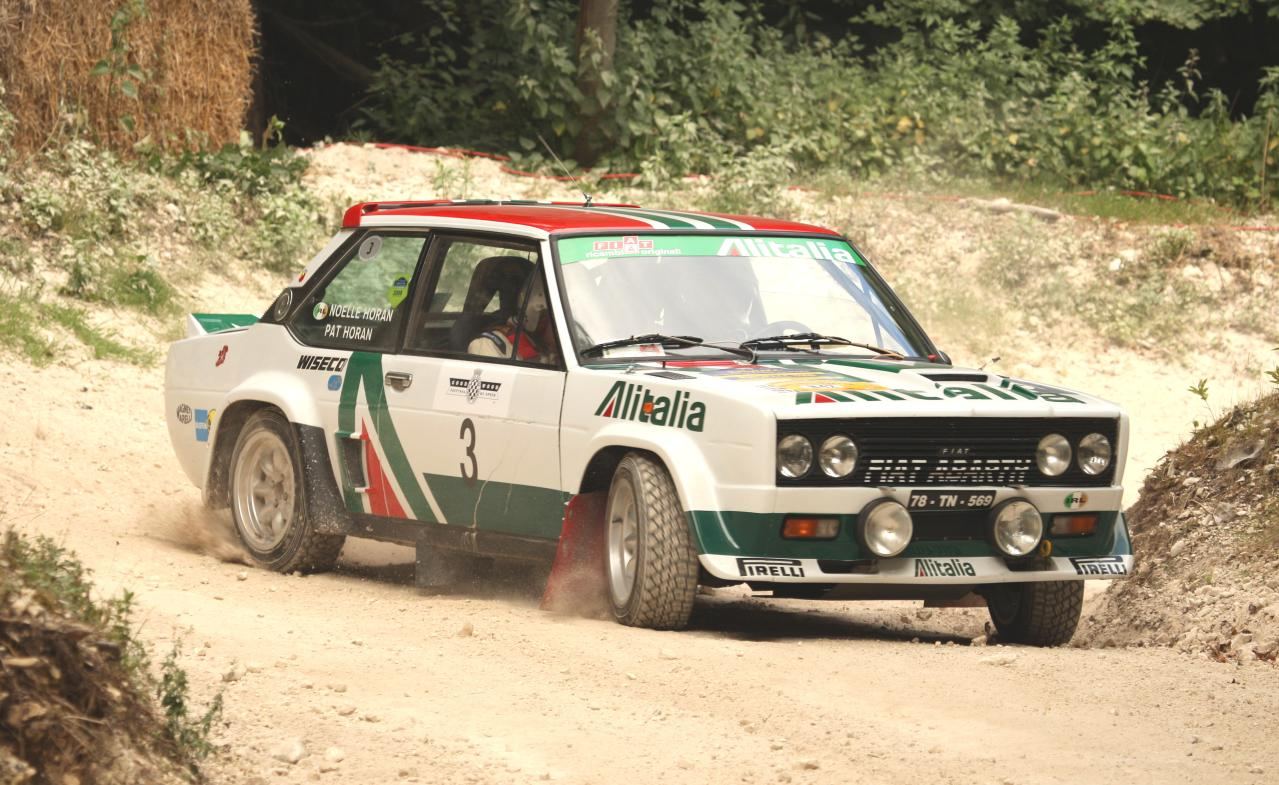
피아트 131 아바르트 랠리 차량

1976년 피아트와 베르토네, 아바르트의 협업으로 제작된 피아트 131 아바르트 랠리 차량이 생산되었으며, 월드 랠리 챔피언십의 제조사 부문을 1977년, 1978년과 1980년 3회 우승하였다.